# Julie Gonzalo
Julie Gonzalo (Buenos Aires, 1981. szeptember 9. –) argentin születésű amerikai színésznő. 
Leginkább Parker Lee szerepében ismert a Veronica Mars című sorozatból. 2004-ben a Los Angeles-i tündérmese című romantikus vígjáték szereplője volt.

## Fiatalkora
Mikor családja az Egyesült Államokba való költözés mellett döntött, Gonzalo nem tudott angolul. „A legnehezebb rész az ideköltözésnek a nyelv volt. A suliban és a tévénézés által tanultam meg angolul” – nyilatkozta. Anyanyelvi szinten beszéli a spanyolt, és a spanyol nyelvű médiának e nyelven ad interjúkat.

## Pályafutása
Első szerepét 2001-ben a The Penny Game című rövidfilmben játszotta. 2002-ben szerepelt a Lucy, a csajom című romantikus filmben Monica Potter oldalán. 2002-ben megkapta Kim Modica szerepét a The WB a Greetings from Tucson című sorozatának két epizódjában. 2003-ban a Nem férek a bőrödbe című Disney-filmben tűnt fel. Itt olyan színészek mellett dolgozhatott, mint Jamie Lee Curtis, Chad Michael Murray és Lindsay Lohan.
Játszott az NCIS egy 2003-as részében, majd 2004-ben a Drake és Josh próbaepizódjában szerepelt. Még ebben az évben A Los Angeles-i tündérmese következett, ismét Murray partnereként, valamint Hilary Duff mellett. 2004 nyarán mutatta be a 20th Century Fox a Kidobós: Sok flúg disznót győz című sport témájú vígjátékot. Ebben a filmben olyan nevekkel szerepelt együtt, mint Ben Stiller, Vince Vaughn és Christine Taylor. Ezután Tim Allen és Jamie Lee Curtis lányát játszotta a Kelekótya karácsony című 2004-es filmben. 2005-ben a Kutyátlanok kíméljenek szereplője volt,  John Cusackkal és Dermot Mulroneyval.
2006-ban a Veronica Mars sorozat Parkerjeként ismerhette meg a közönség.

## Filmográfia

### Film
| Év   | Magyar cím                     | Eredeti cím                           | Szerep                       | Magyar hang     |
| ---- | ------------------------------ | ------------------------------------- | ---------------------------- | --------------- |
| 2001 |                                | The Penny Game (rövidfilm)            | Cherry Moss                  |                 |
| 2002 | Lucy, a csajom                 | I'm with Lucy                         | Eve                          |                 |
| 2003 |                                | Special (rövidfilm)                   | Vicki                        |                 |
| 2003 | Nem férek a bőrödbe            | Freaky Friday                         | Stacey Hinkhouse             | Farkasházi Réka |
| 2004 | Kidobós: Sok flúg disznót győz | DodgeBall: A True Underdog Story      | Amber                        | Zsigmond Tamara |
| 2004 | Los Angeles-i tündérmese       | A Cinderella Story                    | Shelby Cummings              | Erdős Borcsa    |
| 2004 | Kelekótya karácsony            | Christmas with the Kranks             | Blair Krank                  |                 |
| 2005 | Kutyátlanok kíméljenek         | Must Love Dogs                        | June                         | Ruttkay Laura   |
| 2007 |                                | Silent Night (rövidfilm)              | Lucy                         |                 |
| 2007 |                                | Cherry Crush                          | Desiree Thomas               |                 |
| 2007 | Becsületes tolvajok            | Ladrón que roba a ladrón              | Gloria                       | Hámori Eszter   |
| 2007 |                                | Saving Angelo (rövidfilm)             | recepciós                    |                 |
| 2013 |                                | Vamp U                                | Chris Keller / Mary Lipinsky |                 |
| 2015 | A Waffle Street farkasa        | Waffle Street                         | Becky Adams                  |                 |
| 2017 | Vermontba feledkezve           | Falling for Vermont                   |                              |                 |
| 2018 |                                | How to Pick Your Second Husband First | Jillian James                |                 |

### Televízió
| Év        | Magyar cím                        | Eredeti cím           | Szerep                | Megjegyzések           |
| --------- | --------------------------------- | --------------------- | --------------------- | ---------------------- |
| 2002–2003 |                                   | Greetings from Tucson | Kim Modica            | 2 epizód               |
| 2003      |                                   | Exit 9                | Brooke                | tévéfilm               |
| 2003      | NCIS                              | NCIS                  | Sarah Schaefer        | 1 epizód               |
| 2004      | Drake és Josh                     | Drake & Josh          | Tiffany Margolis      | 1 epizód               |
| 2006–2007 | Veronica Mars                     | Veronica Mars         | Parker Lee            | 20 epizód              |
| 2007      |                                   | The News              | Gretchen Holt         | tévéfilm               |
| 2008–2009 |                                   | Eli Stone             | Maggie Dekker         | főszereplő (25 epizód) |
| 2010      |                                   | Day One               | Kelly                 | 1 epizód               |
| 2010      | Castle                            | Castle                | Madison Queller       | 1 epizód               |
| 2010      | Nikita                            | Nikita                | Jill Morelli          | 1 epizód               |
| 2010      | Glades – Tengerparti gyilkosságok | The Glades            | Kim Nichols           | 1 epizód               |
| 2011      | CSI: Miami helyszínelők           | CSI: Miami            | Abby Lexington        | 1 epizód               |
| 2011      | Ebugatta szerelem                 | 3 Holiday Tails       | Lisa Haynes           | tévéfilm               |
| 2012–2014 | Dallas                            | Dallas                | Pamela Rebecca Barnes | főszereplő             |
| 2016      | Pitesütők háborúja                | Pumpkin Pie Wars      | Casey                 | tévéfilm               |
| 2018      | A Grace klinika                   | Grey's Anatomy        | Theresa               | 1 epizód               |
| 2018      | Lucifer az Újvilágban             | Lucifer               | Jessica Johnson       | 1 epizód               |
| 2019–2021 | Supergirl                         | Supergirl             | Andrea Rojas / Acrata | főszereplő (2-5. évad) |
| 2020      | Egyedülálló karácsonyi virág      | Jingle Bell Bride     | Jessica               | tévéfilm               |
| 2021      | Doktor Murphy                     | The Good Doctor       | Jenna                 | 1 epizód               |
| 2022      | Szépséges gyilkosság              | Cut, Color, Murder    | Ali Reed              | tévéfilm               |